# موجيو
موجيو هي بلدية في منطقة مندريسيو في كانتون تيتشينو في سويسرا. في 25 أكتوبر 2009، اندمجت بلديات بروزيلا وكانيجيو وموربيو سوبريوري و موقيو وسانقو في بلدية بريجيا.

## تاريخ
تم ذكر موجيو لأول مرة في عام 852 باسم موقيو ،وكان الوادي مأهولًا بالسكان منذ العصور القديمة وبحلول القرن التاسع استقر المزارعون في القرية. تم إدراجه في قائمة 1299 للأراضي المملوكة لكاتدرائية كومو. في ذلك الوقت كانت جزءًا من أبرشية كابيو. في عام 1673 أصبحت نائبة للرعية، والتي كانت تدعمها الكنيسة الأم في باليرنا حتى القرن التاسع عشر.
و تم ذكر كنيسة سان لورينزو لأول مرة في عام 1578. في عام 1760 أعيد بناؤه ورمم عدة مرات آخرها في 2003-2004. عاش السكان على الزراعة وتربية الحيوانات وكذلك هجرة الفنانين إلى بلدان أخرى. حدثت عدة موجات كبيرة من الهجرة بين عامي 1850 و 1940. منذ الخمسينيات من القرن الماضي ، استمر عدد السكان في الانخفاض .

## جغرافيا
توجد بمنطقة موجيو، اعتبارًا من 1997 ، 8.39 كيلومتر مربع (3.24 ميل2) . من هذه المنطقة ، 0.69 كيلومتر مربع (0.27 ميل2) أو 8.2٪ للأغراض الزراعية ، بينما 6.47 كيلومتر مربع (2.50 ميل2) أو 77.1٪ من الغابات. من بقية الأرض ، 0.14 كيلومتر مربع (35 أكر) أو 1.7٪ مستوي (مباني أو طرق) ، 0.02 كيلومتر مربع (4.9 أكر) أو 0.2٪ إما أنهار أو بحيرات و 0.15 كيلومتر مربع (37 أكر) أو 1.8 ٪ أرض غير منتجة .
و من المساحة المبنية ، شكلت المساكن والمباني 1.2٪ والبنية التحتية للمواصلات 0.5٪. من بين الأراضي الحرجية ، 73.5٪ من إجمالي مساحة الأرض مليئة بالغابات و 3.6٪ مغطاة بالبساتين أو عناقيد صغيرة من الأشجار. من الأراضي الزراعية ، يستخدم 7.0٪ لزراعة المحاصيل و 1.2٪ لمراعي جبال الألب. كل المياه في القرية تتدفق المياه .
و تقع القرية في منطقة Mendrisio ، على أرضية وادي موقيو. وتتكون من قرية موقيو ونجوع Scudellate و Roncapiano. يبلغ Muggio حوالي 15 كيلومتر (9.3 ميل) جنوب شرق لوغانو ، وحوالي 2 كيلومتر (1.2 ميل) من الحدود الإيطالية .

## معطف الاذرع
شعار النبالة البلدي هو أرجنت وهو عبارة عن خط متموج بين قطعة خبز من الذرة أو رأس ذو أوراق شجر وحفنة من العنب أيضًا أو انزلق وأوراق شجر أيضًا. يرمز الشريط المتموج إلى النهر الذي يتدفق عبر الوادي ، بينما يشير كوز الذرة والعنب إلى الزراعة المحلية.

## التركيبة السكانية
يبلغ عدد سكان موجيو ( اعتبارًا من ديسمبر 2004 ) من 224. في اللغات الوطنية السويسرية ( اعتبارًا من 2000 ) ، 8 يتحدثون الألمانية ، 2 يتحدثون الفرنسية ، 191 شخصًا يتحدثون الإيطالية . البقية (5 أشخاص) يتحدثون لغة أخرى .
وفي عام اعتبارًا من 2008 كان هناك 3 مواليد أحياء لمواطنين سويسريين و 10 حالات وفاة لمواطنين سويسريين. تجاهل الهجرة والهجرة ، انخفض عدد المواطنين السويسريين بمقدار 7 بينما ظل عدد السكان الأجانب على حاله. هاجر رجلان سويسريان وامرأة سويسرية إلى سويسرا. في الوقت نفسه ، كان هناك رجل واحد غير سويسري هاجر من بلد آخر إلى سويسرا. انخفض إجمالي عدد السكان السويسريين في عام 2008 (من جميع المصادر ، بما في ذلك التنقلات عبر الحدود البلدية) بمقدار 3 وظل عدد السكان غير السويسريين على حاله. وهذا يمثل معدل نمو سكاني يبلغ -1.4٪ .

## سياسة
في الانتخابات الفيدرالية لعام 2007 كان الحزب الأكثر شعبية هو الحزب الشيوعي الصيني الذي حصل على 39.77٪ من الأصوات. وكانت معظم الأحزاب الثلاثة المقبلة شعبية في الحزب الديمقراطي الحر (22.03٪)، و SP (20.08٪) و حزب الخضر (7.41٪). في الانتخابات الفيدرالية ، تم الإدلاء بما مجموعه 66 صوتًا ، وبلغت نسبة إقبال الناخبين 32.0٪ .
اعتبارًا من 2007 في انتخابات Gran Consiglio ، كان هناك ما مجموعه 214 ناخبًا مسجلاً في Muggio ، منهم 116 أو 54.2 ٪ صوتوا. تم الإدلاء بورقتان فارغتان ، مما ترك 114 بطاقة اقتراع صحيحة في الانتخابات. كان الحزب الأكثر شعبية هو حزب PLRT الذي حصل على 40 أو 35.1٪ من الأصوات. كانت الأحزاب الثلاثة التالية الأكثر شعبية ؛ PPD + GenGiova (بنسبة 31 أو 27.2٪) ، PS (بنسبة 14 أو 12.3٪) و LEGA (بنسبة 13 أو 11.4٪) .
اعتبارًا من 2007 انتخابات Consiglio di Stato ، كان الحزب الأكثر شعبية هو حزب PLRT الذي حصل على 38 أو 32.8٪ من الأصوات. كانت الأحزاب الثلاثة التالية الأكثر شعبية ؛ PPD (مع 32 أو 27.6٪) ، PS (مع 15 أو 12.9٪) و PS (مع 15 أو 12.9٪).

## اقتصاد
بلغ عدد سكان القرية 85 موظفاً يعملون ببعض القدرات ، شكلت الإناث منهم 32.9٪ من القوى العاملة. اعتبارًا من 2008 بلغ العدد الإجمالي للوظائف المكافئة بدوام كامل 21 وظيفة. وبلغ عدد الوظائف في القطاع الأولي 12 وظيفة ، جميعها في الزراعة. وبلغ عدد الوظائف في القطاع الثانوي 1 ، أو (0.0٪) في التصنيع و 1 (100.0٪) في البناء. بلغ عدد الوظائف في قطاع التعليم العالي 8. في قطاع التعليم العالي ؛ 2 أو 25.0٪ كانوا في حركة وتخزين البضائع ، 2 أو 25.0٪ كانوا في فندق أو مطعم و 2 أو 25.0٪ كانوا محترفين أو علماء .

## دين
اعتبارًا من 2000 ، كان 165 أو 80.1٪ من الروم الكاثوليك ، بينما 5 أو 2.4٪ ينتمون إلى الكنيسة الإصلاحية السويسرية . هناك 15 فردًا (أو حوالي 7.28٪ من السكان) ينتمون إلى كنيسة أخرى (غير مدرجين في التعداد) ، ولم يُجب على السؤال 21 فردًا (أو حوالي 10.19٪ من السكان) .

## شخصيات مشهورة
- نحت باروكي